# Фаюм (област)
Фаюм (на арабски: محافظة الفيوم) е мухафаза разположена в средната част на Египет.
Административен център е град Фаюм намиращ се на около 130 км югозападно от Кайро.